# Derbi de El Cairo
El Derbi de El Cairo (en árabe: ديربي القاهرة‎) o Gran derbi de El Cairo (en árabe: ديربي القاهرة الكبرى‎), es la denominación que recibe popularmente el encuentro de fútbol entre los dos clubes más importantes de la ciudad de El Cairo, Egipto: el Al-Ahly y el El-Zamalek. El partido está considerado como una de las rivalidades deportivas más feroces del mundo por la tensión y la enemistad que se profesan las aficiones de uno y otro equipo.

## Historia
Fundado en 1907, el Al-Ahly ha sido comúnmente asociado a las clases populares de El Cairo, a su vez que el Zamalek, cuya fundación data de 1911, hace los propio con los sectores más acomodados de la capital egipcia, siendo esta distinción uno de los factores claves en el desarrollo de la rivalidad entre ambas instituciones.

Entre ambos clubes han conseguido 52 títulos de los 59 campeonatos de la Primera División egipcia disputados hasta el momento. Sin embargo, hay una diferencia significativa en el número de ligas entre los dos equipos, ya que Al-Ahly ha ganado 40 y Zamalek 12. A nivel internacional, el Al-Ahly se consagró campeón la Liga de Campeones de África en 9 ocasiones, mientras que el Zamalek lo hizo en 5.
El primer encuentro entre ambos equipos tuvo lugar el 9 de febrero de 1917 y finalizó con triunfo del Al-Ahly por 1 a 0. En tanto que la primera victoria del entonces Mokhtalat, nombre que recibió el Zamalek entre 1913 y 1940, aconteció el 2 de marzo de ese mismo año.
En total, considerando encuentros oficiales y amistosos, se enfrentaron en 248 opotunidades, con 109 partidos ganados por el Al-Ahly, 80 empates y 59 victorias del Zamalek.

## Partidos más trascendentes

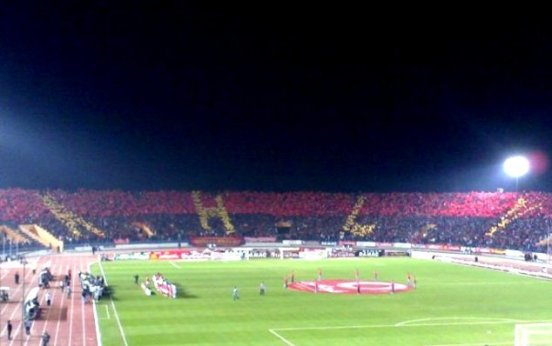
Imagen de un derbi en el estadio Internacional de El Cairo.

A nivel nacional destacan varios enfrentamientos que han sido determinantes para definir el campeón de la Primera División de Egipto, así como muchas finales entre ambos por la Copa de Egipto y la Supercopa de Egipto. A nivel internacional trascienden la final de la Supercopa de la CAF 1994 y la semifinal de la Liga de Campeones de la CAF 2005, pero el partido más importante entre estos dos equipos egipcios es la final de la Liga de Campeones de la CAF 2019-20.

## Historial estadístico
- Datos actualizados al 27 de septiembre de 2024.

| Torneo                      | PJ  | GA  | E  | GZ |
| --------------------------- | --- | --- | -- | -- |
| Liga Egipcia                | 128 | 50  | 50 | 28 |
| Copa de Egipto              | 33  | 17  | 5  | 11 |
| Supercopa de Egipto         | 8   | 4   | 4  | 0  |
| Liga del Cairo              | 42  | 21  | 12 | 9  |
| Copa del Sultán             | 6   | 1   | 2  | 3  |
| Liga de Campeones de la CAF | 9   | 6   | 3  | 0  |
| Supercopa de la CAF         | 2   | 0   | 1  | 1  |
| Subtotal Oficial            | 228 | 99  | 77 | 52 |
| Amistosos                   | 24  | 11  | 4  | 9  |
| Total                       | 252 | 110 | 81 | 61 |

| PJ: partidos jugados |
| GA: ganador Al-Ahly  |
| GZ: ganador Zamalek  |
| E: empate            |

## Finales Disputadas

### Finales Nacionales
| Número | Temporada | Competición         | Campeón | Resultado            | Finalista |
| ------ | --------- | ------------------- | ------- | -------------------- | --------- |
| 1      | 1927-28   | Copa de Egipto      | Al-Ahly | 1 - 0                | Zamalek   |
| 2      | 1930-31   | Copa de Egipto      | Al-Ahly | 4 - 1                | Zamalek   |
| 3      | 1931-32   | Copa de Egipto      | Zamalek | 2 - 1                | Al-Ahly   |
| 4      | 1934-35   | Copa de Egipto      | Zamalek | 3 - 0                | Al-Ahly   |
| 5      | 1937-38   | Copa de Egipto      | Zamalek | 1 - 1, 1 - 0         | Al-Ahly   |
| 6      | 1941-42   | Copa de Egipto      | Al-Ahly | 3 - 0                | Zamalek   |
| 7      | 1943-44   | Copa de Egipto      | Zamalek | 6 - 0                | Al-Ahly   |
| 8      | 1948-49   | Copa de Egipto      | Al-Ahly | 3 - 1                | Zamalek   |
| 9      | 1951-52   | Copa de Egipto      | Zamalek | 2 - 0                | Al-Ahly   |
| 10     | 1952-53   | Copa de Egipto      | Al-Ahly | 4 - 1                | Zamalek   |
| 11     | 1958-59   | Copa de Egipto      | Zamalek | 2 - 1                | Al-Ahly   |
| 12     | 1977-78   | Copa de Egipto      | Al-Ahly | 4 - 2                | Zamalek   |
| 13     | 1991-92   | Copa de Egipto      | Al-Ahly | 2 - 1                | Zamalek   |
| 14     | 2003      | Supercopa de Egipto | Al-Ahly | 0 - 0 to p(3–1 pen.) | Zamalek   |
| 15     | 2005-06   | Copa de Egipto      | Al-Ahly | 3 - 0                | Zamalek   |
| 16     | 2006-07   | Copa de Egipto      | Al-Ahly | 4 - 3                | Zamalek   |
| 17     | 2008      | Supercopa de Egipto | Al-Ahly | 2 - 0                | Zamalek   |
| 18     | 2014      | Supercopa de Egipto | Al-Ahly | 0 - 0 (5-4 pen.)     | Zamalek   |
| 19     | 2014-15   | Copa de Egipto      | Zamalek | 2 - 0                | Al-Ahly   |
| 20     | 2015      | Supercopa de Egipto | Al-Ahly | 3 - 2                | Zamalek   |
| 21     | 2015-16   | Copa de Egipto      | Zamalek | 3 - 1                | Al-Ahly   |
| 22     | 2016      | Supercopa de Egipto | Zamalek | 0 - 0 (3-1 pen.)     | Al-Ahly   |
| 23     | 2018      | Supercopa de Egipto | Al-Ahly | 3 - 2                | Zamalek   |
| 24     | 2019      | Supercopa de Egipto | Zamalek | 0 - 0 (4-3 pen.)     | Al-Ahly   |
| 25     | 2020-21   | Copa de Egipto      | Zamalek | 2 - 1                | Al-Ahly   |
| 26     | 2021      | Supercopa de Egipto | Al-Ahly | 2 - 0                | Zamalek   |
| 27     | 2022-23   | Copa de Egipto      | Al-Ahly | 2 - 0                | Zamalek   |
| 28     | 2024-25   | Copa de Egipto      | Al-Ahly | 0(7) - 0(6)          | Zamalek   |

### Finales Internacionales
| Número | Temporada | Competición                         | Campeón | Resultado   | Finalista |
| ------ | --------- | ----------------------------------- | ------- | ----------- | --------- |
| 1      | 1994      | Supercopa de la CAF 1994            | Zamalek | 1 - 0       | Al-Ahly   |
| 2      | 2019-20   | Liga de Campeones de la CAF 2019-20 | Al-Ahly | 2 - 1       | Zamalek   |
| 3      | 2023-24   | Supercopa de la CAF 2024            | Zamalek | 1(4) - 1(3) | Al-Ahly   |